# 감수 (심리학)
심리학에서 감수 (感受)와 지각 (知覺)은 시각, 청각, 전정, 통증 감각으로 인간과 동물의 체계에 있는 감각 처리의 단계이다. 운동 후효, 색 불변성, 착청, 그리고 깊이 지각 등의 환상의 연구 등이 이 항목에 포함되어 있다.

## 같이 보기
- 지각 (심리학)
- 발상감각